# Benjamin Byron Davis
Benjamin Byron Davis (Boston, 21 de junho de 1972) é um ator, escritor, diretor e preparador de elenco americano. Ele é mais conhecido por interpretar o personagem Dutch van der Linde no jogo eletrônico Red Dead Redemption e seu prelúdio Red Dead Redemption 2.

## Carreira
Davis atuou principalmente em séries de televisão, incluindo Without a Trace, Criminal Minds, Gilmore Girls, Windfall, MADtv e Six Feet Under, entre outras. Além da televisão, ele também faz atuações no teatro. Em 2011, dirigiu a produção teatral Awake. Davis dublou e forneceu a captura de movimento para vários personagens em diversos títulos da Rockstar, sendo mais conhecido por seu papel como Dutch van der Linde em Red Dead Redemption e Red Dead Redemption 2.

## Filmografia

### Filmes
| Ano  | Título                         | Personagem         | Notas          |
| ---- | ------------------------------ | ------------------ | -------------- |
| 1998 | Getting Personal               | Bart               |                |
| 1999 | Flushed                        | Zeius (Drag Queen) |                |
| 2005 | Black Eyed Sue                 | Osbourne Crawl     | Curta-metragem |
| 2005 | Untitled Susie Essman Project  | Bartender          | Filme de TV    |
| 2006 | Lies & Alibis                  | Bartender          |                |
| 2008 | Miracle of Phil                | Bartender          | Curta-metragem |
| 2008 | Q: Secret Agent                | Agent Briggs       | Curta-metragem |
| 2011 | CIS: Las Gidi                  | Captain Regis      |                |
| 2011 | Talida                         | Radomir            | Curta-metragem |
| 2012 | Faded                          | Big Man            | Curta-metragem |
| 2013 | Somewhere Slow                 | Steve              |                |
| 2015 | I'm Patrick, and You're Insane | Dr. Gooch          | Curta-metragem |
| 2015 | Stay                           | Large Man          | Filme de TV    |
| 2016 | The Belko Experiment           | Antonio Fowler     |                |
| 2017 | Madtown                        | DA Ed Gooch        | Filme de TV    |
| 2018 | Homem-Formiga e a Vespa        | Agent Burleigh     |                |
| 2023 | Guardiões da Galáxia Vol. 3    | Bletelsnort        |                |
| 2024 | Borderlands                    | Marcus             |                |

### Televisão
| Ano  | Título                | Personagem                 | Notas                                                       |
| ---- | --------------------- | -------------------------- | ----------------------------------------------------------- |
| 1999 | Chowdaheads           | Buff Bagwell (voz)         | Elenco principal                                            |
| 2002 | Six Feet Under        | Doctor                     | Episódio: "Back to the Garden"                              |
| 2002 | Off Centre            | Big Guy #2                 | Episódio: "Addicted to Love"                                |
| 2002 | MADtv                 | Balloon Guy                | Episódio: "Episode #8.7"                                    |
| 2004 | Las Vegas             | James L. Nelson            | Episódio: "Catch of the Day"                                |
| 2005 | The Comeback          | Red Carpet Coordinator     | Episódio: "Valerie Stands Out on the Red Carpet"            |
| 2006 | Drake & Josh          | Jerk in Line               | Episódio: "The Demonator"                                   |
| 2006 | Related               | Liquor Supplier #1         | Episódio: "Sisters Are Forever"                             |
| 2006 | Windfall              | Lottery Winner             | Episódio: "There and Gone Again" & "Running with the Devil" |
| 2006 | Standoff              | Clumsy Man                 | Episódio: "Circling"                                        |
| 2006 | Gilmore Girls         | Tow Truck Driver           | Episódio: "The Long Morrow"                                 |
| 2007 | Heroes                | Linderman's Guard #2       | Episódio: "Chapter Nineteen '.07%'"                         |
| 2008 | Without a Trace       | Dale Kinecki               | Episódio: "Better Angels"                                   |
| 2009 | Criminal Minds        | Burt Lang                  | Episódio: "To Hell... And Back"                             |
| 2010 | NCIS: Los Angeles     | Waiter                     | Episódio: "Burned"                                          |
| 2010 | Medium                | Aaron Foley                | Episódio: "Smoke Damage"                                    |
| 2010 | Sonny With a Chance   | Savage Stan                | Episódio: "Marshall with a Chance"                          |
| 2010 | Desperate Housewives  | Ex-Con                     | Episódio: "Down the Block There's a Riot"                   |
| 2010 | Twentysixmiles        | Police Officer (2008)      | Série de TV                                                 |
| 2011 | Bones                 | Tariq Grazdani             | Episódio: "The Blackout in the Blizzard"                    |
| 2011 | Chuck                 | Villain                    | Episódio: "Chuck Versus the Last Details"                   |
| 2011 | The Homes             | Mr. Hanson                 | Websérie                                                    |
| 2012 | Up All Night          | Man at Taco Stand          | Episódio: "Daddy Daughter Time"                             |
| 2013 | The Goodwin Games     | Prison Guard               | Episódio: "Pilot"                                           |
| 2013 | Ironside              | Large Russian              | Episódio: "Action"                                          |
| 2014 | How I Met Your Mother | Burly Guy                  | Episódio: "Sunrise"                                         |
| 2014 | Parks and Recreation  | Foreman George             | Episódio: "The Wall"                                        |
| 2016 | Rizzoli & Isles       | Hank Mills                 | Episódio: "Cops vs. Zombies"                                |
| 2023 | Fright Krewe          | Malcolm Thibodeaux (voice) | Elenco recorrente                                           |

### Videoclipe
| Ano  | Música     | Artista                                                         | Personagem |
| ---- | ---------- | --------------------------------------------------------------- | ---------- |
| 2016 | "Low Life" | X Ambassadors (com a participação de Jamie Commons e A$AP Ferg) | Bar Patron |

### Jogos eletrônicos
| Ano  | Título                        | Personagem                    |
| ---- | ----------------------------- | ----------------------------- |
| 2004 | Grand Theft Auto: San Andreas | Pedestre / Comercial de rádio |
| 2010 | Red Dead Redemption           | Dutch van der Linde / Nastas  |
| 2011 | L.A. Noire                    | Paul Kadarowski               |
| 2018 | Red Dead Redemption 2         | Dutch van der Linde           |